# اچ‌ام‌اس ریونج (۱۸۰۵)
اچ‌ام‌اس ریونج (۱۸۰۵) (به انگلیسی: HMS Revenge (1805)) یک کشتی بود که طول آن ۱۸۱ فوت ۱۱ اینچ (۵۵٫۴ متر) بود. این کشتی در سال ۱۸۰۵ ساخته شد.
در طول دهه ۱۹۲۰ و ۱۹۳۰، انتقام متناوب بین ناوگان اقیانوس اطلس و ناوگان مدیترانه بود. در حالی که در اوایل دهه ۱۹۲۰ در دریای مدیترانه خدمت می‌کرد، کشتی دو بار در پاسخ به بحران‌های ناشی از جنگ یونان و ترکیه، از جمله آتش‌سوزی بزرگ Smyrna در سال ۱۹۲۲، به ترکیه رفت. با شروع جنگ جهانی دوم در سپتامبر ۱۹۳۹، Revenge برای اسکورت کاروان‌ها و انتقال مقادیر قابل توجهی از ذخایر طلای کشور به کانادا به عنوان بخشی از عملیات ماهی استفاده شد. این فعالیت‌ها تا سال ۱۹۴۰ ادامه یافت. او پس از تسلیم فرانسه در ژوئیه ۱۹۴۰ در توقیف کشتی‌های جنگی فرانسه در پورتسموث شرکت داشت.